# Oberbonsfeld
Oberbonsfeld ist eine Gemarkung und ein Ortsteil der Stadt Velbert im Kreis Mettmann in Nordrhein-Westfalen.
Bis 1881 war Oberbonsfeld eine eigenständige Gemeinde in der preußischen Provinz Westfalen.

## Geographie
Die heutige Gemarkung Oberbonsfeld umfasst im Wesentlichen das Gebiet der ehemaligen Gemeinde Oberbonsfeld. Am nördlichen Rand der Gemarkung und südlich des Velberter Ortsteils Nierenhof hat sich im 20. Jahrhundert eine größere geschlossene Ansiedlung gebildet, die auf älteren Landkarten und Stadtplänen als Oberbonsfeld, heute aber überwiegend als Bonsfeld bezeichnet wird.

## Geschichte
Oberbonsfeld war ursprünglich eine westfälische Bauerschaft im Amt Blankenstein der Grafschaft Mark. Seit dem 19. Jahrhundert bildete Oberbonsfeld eine Landgemeinde im Amt Hattingen des Landkreises Bochum in der preußischen Provinz Westfalen. Die westliche Grenze der Gemeinde war der Deilbach, an dessen Westufer die Stadt Langenberg lag, die zur Rheinprovinz gehörte. Auf der westfälischen Seite des Deilbachs befand sich Märkisch Langenberg, eine Erweiterung der Stadt Langenberg auf westfälischem Boden, die mit dem rheinischen Langenberg baulich und wirtschaftlich engstens verflochten war, aber zur Gemeinde Oberbonsfeld gehörte. Mitte des 19. Jahrhunderts setzten Bestrebungen ein, die beiden Langenberger Stadthälften auch kommunalrechtlich zu vereinigen.
Durch ein speziell für diesen Fall erlassenes preußisches Gesetz wurde die Gemeinde Oberbonsfeld am 1. April 1881 in die Stadt Langenberg im damaligen Kreis Mettmann eingegliedert und war damit die erste preußische Gemeinde, die von Westfalen ins Rheinland umgegliedert wurde. Langenberg mit Oberbonsfeld ist seit 1975 Teil der Stadt Velbert.

## Einwohnerentwicklung
Die Gemeinde Oberbonsfeld hatte im Jahre 1871 827 Einwohner.

## Baudenkmäler
Im Ortskern von Oberbonsfeld bzw. Bonsfeld stehen die Wohnhäuser Bonsfelder Straße 25, Heeger Straße 44, 46, 48, 50 und 52 sowie der Fellershof in der Fellerstraße 22 unter Denkmalschutz.